# Choroba Glińskiego-Simmondsa
Zespół Glińskiego-Simmondsa (ang. Simmonds' disease, łac. panhypopituitarismus) – przewlekła niewydolność przedniego płata przysadki spowodowana postępującym niszczeniem struktur przedniego płata przysadki przez proces nowotworowy (np. guz okolicy siodła tureckiego) lub przez proces zapalny. Charakterystyczne jest skrajne wychudzenie określane dawniej jako "charłactwo przysadkowe", oraz nasilające się objawy wtórnej niewydolności kory nadnerczy, gruczołu tarczowego oraz gonad. Dynamika narastania zaburzeń jest zwykle mniejsza niż obserwowana w zespole Sheehana. Stosunkowo często występują objawy neurologiczne typowe dla guza mózgu (napady drgawek, wzmożone ciśnienie śródczaszkowe z tarczą zastoinową w dnie oka, zaburzenia pola widzenia). Dodatkowo występują zaburzenia psychiczne o charakterze depresji.

## Eponim
Choroba została opisana przez Morrisa Simmondsa (1855-1925) u pacjenta, u którego wystąpiła "śmiertelna kacheksja", chociaż przeżył on później jeszcze 11 lat. Rok wcześniej podobne obserwacje poczynił polski anatomopatolog Leon Gliński (1870-1918).